# Фрик, Ноа
Ноа Зинедин Фрик (нем. Noah Zinedine Frick; 16 октября 2001, Листаль, Швейцария) — лихтенштейнский футболист, нападающий клуба «Тризенберг» и сборной Лихтенштейна.

## Биография
Родился 16 октября 2001 года в швейцарском городе Листаль. Его отец — Марио Фрик (р. 1974) — лучший бомбардир в истории сборной Лихтенштейна и один из лидеров по количеству сыгранных матчей, 4 раза признавался лучшим футболистом Лихтенштейна. В настоящее время — футбольный тренер. Старший брат — Яник Фрик (р. 1998) — также игрок сборной Лихтенштейна.

### Клубная карьера
Профессиональную карьеру Ноа Фрик начал в составе клуба «Вадуц» под руководством своего отца. 26 сентября 2018 года он появился на замену на 92-й минуте матча Челлендж-лиги с клубом «Виль». Всего в свой дебютный сезон Фрик сыграл 13 матчей в швейцарской Челлендж-лиге и стал обладателем Кубка Лихтенштейна.

### Карьера в сборной
В основную сборную Лихтенштейна впервые был вызван в марте 2019 года на матчи отборочного турнира чемпионата Европы 2020 против сборных Греции и Италии. Дебютировал за Лихтенштейн 23 марта в матче с Грецией (0:2), в котором вышел на замену на 86-й минуте вместо Николаса Хаслера.

## Достижения
«Вадуц»
- Обладатель Кубка Лихтенштейна: 2018/19